# El Calvario, Santiago Atitlán
El Calvario är en ort i Mexiko.   Den ligger i kommunen Santiago Atitlán och delstaten Oaxaca, i den sydöstra delen av landet, 400 km sydost om huvudstaden Mexico City. El Calvario ligger 788 meter över havet och antalet invånare är 369.
Terrängen runt El Calvario är bergig norrut, men söderut är den kuperad. El Calvario ligger nere i en dal. Runt El Calvario är det glesbefolkat, med 17 invånare per kvadratkilometer. Närmaste större samhälle är San Juan Juquila, 12,7 km söder om El Calvario. I omgivningarna runt El Calvario växer i huvudsak städsegrön lövskog.